# Аллахабадський торт
Аллахабадський торт (насталік : الہ آبادی کیک, деванаґарі: इलाहाबादी केक) — традиційний індійський фруктовий торт з ромом, назва якого походить від північноіндійського міста Аллахабад. Аллахабадський торт — це різдвяний торт, який широко готують для споживання під час Різдва християнське населення Індії та Пакистану.

## Рецепт
Аллахабадський торт готується з основних інгредієнтів: маїда, яйця, пряженого масло, цукру, пети, мармеладу, горіхів, імбиру і фенхелю. Для посилення смаку сухофрукти та горіхи замочують у ромі.
У цьому пирозі «пета», або зацукрований попелястий гарбуз, використовується разом із шматочками топленого масла та мармеладу, що надає йому неповторного самку.
Інгредієнти сучасного рецепту:
- 2 склянки борошно грубого помелу
- 6 яєць
- 1 чайна ложка ванільної есенції
- 2 чайні ложки мелених спецій
- 1/2 чайної ложки розпушувача
- 1/2 банки мармеладу
- 1 склянка суміші цукатів
- 2 склянки цукру

Етапи приготування:
1. Розігрійте сковороду і додайте в неї цукор, поки він не стане коричневим. Потім влийте трохи теплої води.
2. Добре перемішайте, а потім нагрівайте, поки цукор повністю не розчиниться у воді.
3. Зніміть каструлю з вогню і відставте її в сторону. У мисці для збивання збийте цукор і масло до утворення м'яких піків.
4. Потім по одному додайте яйця і продовжуйте збивати.
5. Далі в тісто додайте замочені родзинки і пету. Візьміть форму для випічки і рясно змастіть її олією.
6. Викладіть у неї тісто і випікайте. Коли торт буде готовий, дістаньте його і споживайте.